# Soleá Morente
María Soledad Morente Carbonell, conocida artísticamente como Soleá Morente (Madrid, 9 de abril de 1985), es una cantante de flamenco y pop rock, así como actriz española. No se considera cantaora, pero sí flamenca, combinando la herencia de la cultura flamenca de la familia Morente con influencias de pop rock o incluso de rock alternativo.

## Trayectoria artística
Aunque nació en Madrid, se crio en Granada, y reside entre el barrio del Albaicín de dicha ciudad y Madrid. Es la hija mediana del cantaor Enrique Morente y Aurora Carbonell, bailaora. Su hermana mayor Estrella Morente, figura del flamenco, y su hermano pequeño, José Enrique (Kiki) Morente, también es cantante. Es sobrina del guitarrista José Carbonell "Montoyita" y del cantante Antonio Carbonell.
Desde muy pequeña formó parte de la tradición flamenca familiar y colaboraba con palmas, voces y coros en numerosos discos de su padre y de su hermana. Su primera colaboración grabada fue en 1991 en el disco Misa flamenca de Enrique Morente. Tras finalizar sus estudios de Filología Hispánica preparaba junto a su padre su disco de debut en solitario. El proyecto se vio truncado tras la muerte de su padre a finales de 2010.
En 2011, Jota, Antonio Arias, Florent Muñoz y Eric Jiménez, de los grupos granadinos Los Planetas y Lagartija Nick formaron el grupo Los Evangelistas para homenajear a Enrique Morente. En 2012 publicaron el disco Homenaje a Enrique Morente en el que Soleá colaboró como cantante en los temas 'Yo poeta decadente' y 'La estrella'. En 2013 Los Evangelistas publicaron el EP Encuentro, en esta ocasión con Soleá como voz principal en todos los temas. Ese mismo año marcó su debut como actriz en la obra de teatro Yerma de Miguel Narros.
En 2014 retomó el proyecto de su disco de debut y el 30 de octubre de 2015 publicó "Tendrá que haber un camino", su primer disco en solitario con colaboraciones de La Bien Querida, Los Planetas y Lagartija Nick. Además, se incluyen dos composiciones póstumas de Enrique Morente. Lo presentó en festivales como el Bilbao BBK Live y el Ojeando Festival de Jaén.
Su segundo disco sería "Ole lorelei". publicado en 2018. La canción "Ya no solo te veo a ti" se erigió como piedra angular del álbum, dando origen a un trabajo ecléctico, con influencias tan diversas como Jeanette, Las Grecas o Serge Gainsbourg. El álbum recibió críticas positivas (8,5/10 - Jenesaispop, Disco ICON recomendado), lo presentó en festivales como el Santander Music Festival, Sonorama o La Mar de Músicas. 
En 2018, junto a Marina Carmona, se une a la Fundación Secretariado Gitano para lanzar #GitanasEnEstéreo, una campaña de apoyo por la igualdad de las mujeres gitanas.
En 2020 publica su tercer álbum, "Lo que te falta",  álbum de reafirmación, madurez y desarrollo. Y por primera vez la propia Soleá Morente toma un papel protagonista en la composición de alguna de las canciones del disco, junto a Ana Fernández-Villaverde (La Bien Querida), David Rodríguez (La Estrella de David) y J (Los Planetas). En 2021 publica su cuarto disco: "Aurora y Enrique", dedicado a sus padres.
En la primavera de 2021, graba la serie de documentales de TVE "Caminos del flamenco" dedicada al mundo de arte jondo, en la que por primera vez participa como presentadora y lo hace junto a Miguel Poveda, la docuserie fue emitida por La 2 de TVE. En 2022 tres de sus canciones forman parte de la banda sonora de la película valenciana "El que sabem" (Lo que sabemos) dirigida por Jordi Núñez.
Desde 2023, dirige y presenta el programa de Radio 3: "Cariño, sabes que soy de otro planeta". Un viaje a diferentes e inesperados lugares relacionados con el arte, la creación, la vida, el amor y la experimentación con la música es el hilo conductor. En este viaje, la música es el hilo conductor, el sentido y el motor de esta aventura donde todo es posible.

## Premios
- Soleá fue premiada ex aequo el 8 de junio de 2018 en los Premios Fundación Princesa de Girona con el Premio FPdGi Artes y Letras 2018. Según palabras de la propia Fundación, la cantante fue galardonada "por tratarse de una artista completamente genuina que ha sabido extraer lo mejor de la tradición flamenca para fusionarla con otros géneros como el pop y el rock. Soleá destaca por su capacidad emprendedora para liderar proyectos musicales en un mundo a menudo difícil para las mujeres."[15][16][17][18]

- Ojo crítico, de Radio Nacional de España, en la categoría de música moderna (2019).[19]

## Poesía
- En 2015, cuando se cumplieron 70 años del asesinato de Federico García Lorca, se cantó al poeta y a las víctimas del franquismo en el Parque García Lorca de Granada.[20]

- "Tendrá que haber un camino" (2018) junto a Luis García Montero se mantiene un diálogo entre música y poesía, entre flamenco, rock y literatura.

- "Tenemos la palabra" (2018) junto al poeta granadino Luis García Montero, canta a Paco Ibáñez y a algunos de los poetas a los que el maestro ha tenido como referentes.

- "Todo el mundo tiene duende" (2018) junto a Carlos Saura y Estrella Morente participó en el Congreso del Bienestar y la Música de Cadena Ser celebrado en el Teatro del Mar de Punta Umbría, reflexionaron sobre los orígenes del flamenco, el arte y el duende.[21]

- En 2019 y junto a los músicos granaínos Jaime Beltrán, Rocío Morales, José Ubago, Mario Fernández Olmedo han formado el grupo “Prado Negro” musicando poemas de José Ángel Valente, María Zambrano, Josefina de la Torre, José Bergamín,Luis Cernuda e incluso, creando el propio Luis García Montero un poema de título “Europa” para el proyecto. Su primer disco se titula “Las Mimbres” (2020).[22][23]

- Como amante de la literatura y el arte en general, la palabra tiene un poder que sumado al de la música abre nuevos horizontes para dar a conocer la historia cantada y escrita. Una muestra de ello es el disco que está grabando sobre la obra del maestro Paco Ibáñez.[24]

## Carrera como actriz
- Soleá Morente participó como protagonista en las obras "Yerma" en 2014, dirigida por Miguel Narros y "Clara Bow" en 2015, dirigida por Secun de la Rosa.
- Durante 2016 Soleá participó en el papel de Ciresias en la obra "La guerra de las mujeres", versión flamenca, de aires operísticos, que Miguel Narros escribió del clásico griego Lisístrata. La obra se estrenó en el Festival Internacional de Teatro Clásico de Mérida, protagonizada también por su hermana Estrella Morente y dirigida por José Carlos Plaza.[25]
- Soleá participó en la película de Jonás Trueba "La virgen de Agosto", rodada durante las Fiestas de la Paloma de 2018 en Madrid.[26][27]

## Discografía

### Álbumes de estudio
- Tendrá que haber un camino (El Volcán Música / Octubre, Sony Music, 2015).
- Ole Lorelei (El Volcán Música / Octubre, Sony Music, 2018).
- Lo que te falta (Elefant Records, 2020)
- Aurora y Enrique (Elefant Records, 2021)
- Mar en calma (Discos Probeticos, 2024)
- Sirio B (Elefant Records, 2025)

### Sencillos
- Si tú fueras mi novio (con Los Evangelistas) (El Volcán Música, 2015).
- La ciudad de los gitanos / Nochecita Sanjuanera (7" El Volcán Música, 2015).
- Todavía (El Volcán Música, 2015).
- Sangre y alquitrán (Sony Music, 2016).
- Ya no solo te veo a ti (7" El Volcán Música / Sony Music, 2018).
- Olelorelei (El Volcán Música / Sony Music, 2018).
- No puedo dormir (Elefant Records, 2019)
- Cosas buenas (Elefant Records, 2019)
- Viniste a por mi (Elefant Records, 2020)
- Ducati (Elefant Records, 2020)
- Lo que te falta (Elefant Records, 2020)
- Iba a decírtelo (Elefant Records, 2021)
- Ayer (Elefant Records, 2021)
- No pensar en ti (con La Casa Azul) (Elefant Records, 2022)
- El pañuelo de Estrella (con Estrella Morente) (Elefant Records, 2022)
- Domingo (con Isabel Cea) (Elefant Records, 2022)
- Vamos a olvidar (con La Casa Azul) (Elefant Records, 2022)
- Sembré una esperanza (Elefant Records, 2023)
- Gitana María (Elefant Records, 2023)
- Mi vida es para mí (Elefant Records, 2024)
- Ahora o nunca (con La Casa Azul) (Elefant Records, 2024)
- I'm a Fool to Want You (Discos Probeticos, 2024)
- Con los nudillos (Elefant Records, 2024)

### Con otros grupos
- Los Evangelistas - Homenaje a Enrique Morente (2012) - Soleá canta dos temas
- Los Evangelistas - Encuentro (2013) EP
- Prado Negro - Las Mimbres (2020)